# Alfred Touroude
Alfred Touroude, né le 9 novembre 1839 au Havre et mort le 6 juin 1875 à Paris 17e, est un poète et dramaturge français.

## Biographie
Fils d’un des principaux libraires du Havre, Touroude se passionna de bonne heure pour la littérature et débuta très tôt dans les lettres en publiant, à 22 ans, un petit recueil de mélanges intitulé Par-ci, par-là (1861, in-18). Il se tourna bientôt vers le théâtre et fit jouer dans sa ville natale quelques pièces en vers : la Paix à tout prix, comédie en trois actes et en vers, Mes beaux habits, en un acte (1865), et les Duperies de l’esprit (1866). Il fournit, vers le même temps, à un journal du Havre, des études sur les écrivains de Normandie : Bernardin de Saint-Pierre, Scudéry, Casimir Delavigne, etc.
Enhardi par le succès, Touroude partit pour Paris, se fit recevoir au Cercle des Blaireaux et débuta sur les scènes parisiennes, en 1868, par une pièce de circonstance, la Vie privée ou les remords de M. Guilloutet, jouée au théâtre Déjazet. Il donna ensuite, en 1869, au théâtre de Cluny, le Droit des femmes, comédie en un acte, et surtout, au mois d'octobre de la même année, un grand drame en quatre actes au théâtre de l'Odéon, le Bâtard, qui obtint un grand succès malgré des incorrections de style et des situations un peu hasardeuses et dont le succès se soutint pendant plusieurs mois. Les pièces qu'il fit jouer ensuite, la Charmeuse, drame en cinq actes en février 1870, à l’Ambigu ; Une Mère, drame en quatre actes (1871) ; l’Oubliée, drame en quatre actes (1873) ; Un lâche, drame en cinq actes et six tableaux (1873) ; Jane, drame en trois actes (1871) à la Renaissance, ne réalisèrent pas toutes les promesses que le succès du Bâtard avait fait concevoir. Sa dernière œuvre a paru chez Lemerre, sous le titre de l’Échafaud (1874).
Il meurt le 6 juin 1875 en son domicile dans le 17e arrondissement de Paris.

## Publications
- Homo, Paris, Michel Lévy frères, 1863.
- La Paix à tout prix, comédie en 3 actes, en vers, Théâtre du Havre, 15 mars 1864, Le Havre, E. Touroude, 1864.
- Les Écrivains havrais, études biographiques et littéraires, Le Havre, E. Touroude, 1865.
- Mes beaux habits, comédie en 1 acte, en vers, Le Havre, les Variétés, 21 mars 1865, Le Havre, E. Touroude, 1865.
- Les Duperies de l’esprit, comédie en 1 acte, en vers, Le Havre, Grand-Théâtre, 18 janvier 1866, Le Havre, Librairie E. Touroude, 1866.
- La Question de l’amour, pt. 1 Messieurs les cerfs, Paris, A. Faure, 1866 ; pt. 2 Messieurs les chefs, Paris, Degorce-Cadot, 1870.
- Discours pour la première représentation donnée par une société d’amateurs, prononcé au Théâtre Napoléon le 2 juin 1867, Le Havre, E. Touroude, 1867.
- La Vie privée, pièce en 3 actes et en prose, avec Eugène Gaillet, Paris, Théâtre Déjazet, 7 juillet 1868, Paris, Librairie des auteurs 1868.
- Le Droit des femmes, comédie en 1 acte, avec Eugène Gaillet, Paris, Théâtre Cluny, 15 juin 1869, Michel Lévy frères, Paris, 1869.
- Le Bâtard, comédie en 4 actes, Paris, Odéon-Théâtre de l’Europe, 18 septembre 1869, Paris, Michel Lévy frères, 1870.
- La Charmeuse, drame en 5 actes, en prose, Paris, Ambigu, 29 janvier 1870, Paris, Michel Lévy frères, 1870.
- Une mère, drame en 4 actes, en prose, Paris, Théâtre de Cluny, 28 décembre 1871, Paris, Michel Lévy frères, 1872.
- Jane, drame en 3 actes, Paris, La Renaissance, 12 avril 1873, Paris, Tresse 1873.
- L’Oubliée, drame en 4 actes, en prose, Paris, La Renaissance, 6 juin 1873, Paris, Tresse, 1873, avec une préface inédite.
- Un lâche, drame en 5 actes et 6 tableaux, en prose, Paris, Ambigu-Comique, 28 février 1873, Paris, Tresse, 1873.
- Le Secret de Rocbrune, drame en 5 actes, avec Frantz Beauvallet, Paris, Ambigu-Comique, 24 janvier 1874, Paris, Tresse, 1874.
- L’Échafaud, Paris, A. Lemerre 1874.

## Pour approfondir